# Santa Giusta
Santa Giusta (Phoenician và Latin: Othoca) là một đô thị ở tỉnh Oristano trong vùng Sardinia, có khoảng cách khoảng 90 km về phía tây bắc của Cagliari và cách khoảng 3 km southvề phía đông của Oristano. Tại thời điểm ngày 31 tháng 12 năm 2004, đô thị này có dân số 4.592 người và diện tích là 69,2 km².
Đô thị Santa Giusta có các frazioni (các đơn vị cấp dưới, chủ yếu là các làng) Cirras and Corte Baccas.
Santa Giusta giáp các đô thị: Ales, Arborea, Marrubiu, Morgongiori, Oristano, Palmas Arborea, Pau.